# روننبورغ
روننبورغ هي بلدية في ألمانيا، وبلدة، تقع في Greiz (district) ‏، بلغ عدد سكانها 4,929 نسمة وذلك حسب إحصائيات سنة 2013، تبلغ مساحتها 19.18 كيلومتر مربع، رمزها البريدي هو 07580.

## أعلام
- جيرت براور